# 第2軍団トライアナ・フォルティス

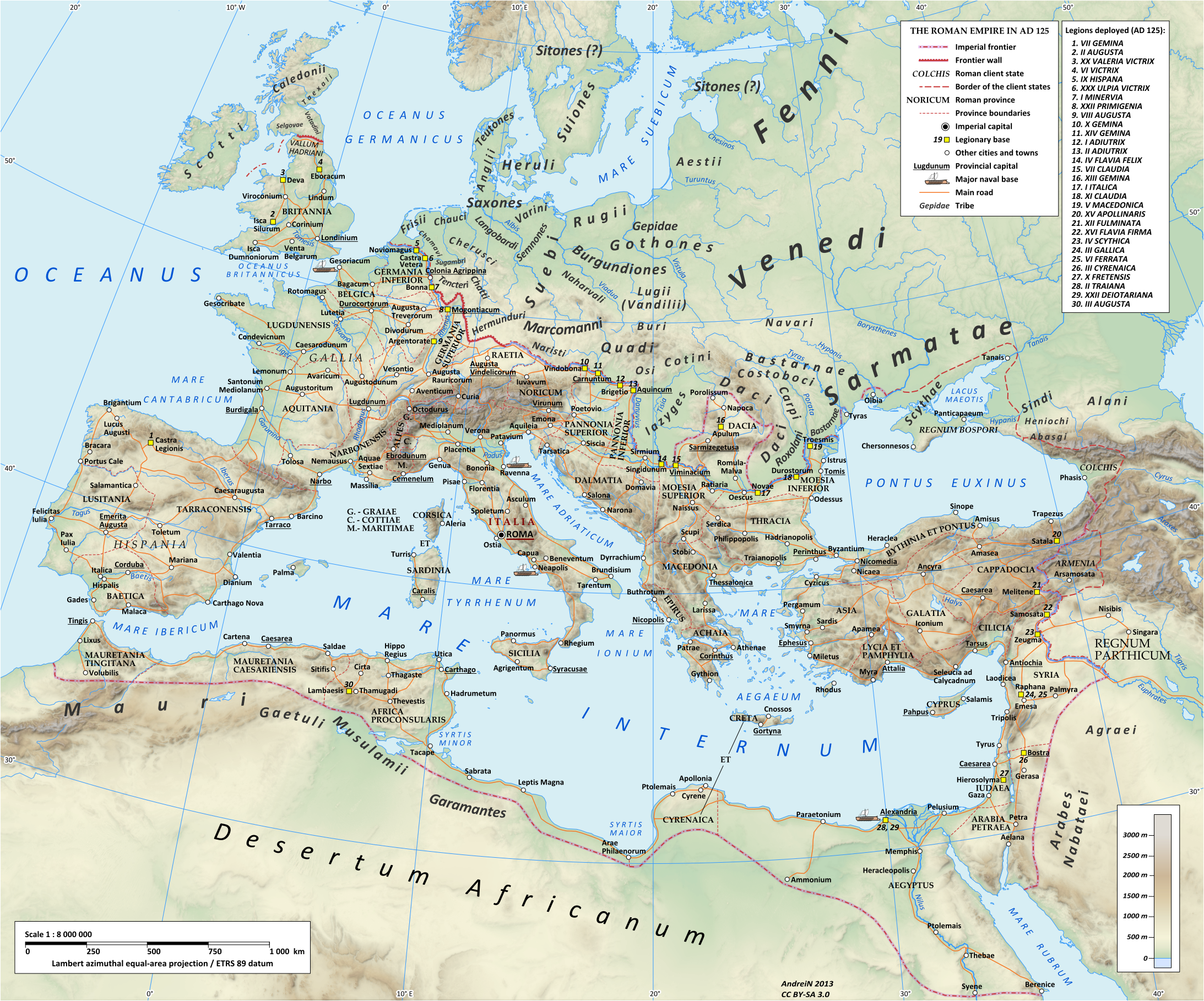
西暦125年ハドリアヌス帝の統治下の帝政ローマ。第2軍団トライアナは125年から4世紀まで駐在し続けた。

第2軍団トライアナ・フォルティス（Legio II Triana Fortis、Legio Secunda Triana Fortis）は、ローマ軍団の一つ。西暦105年にトラヤヌスによって第30軍団ウルピア・ウィクトリクスとともに編制され、ダキア戦争に参加。その後属州アエギュプトゥスに5世紀半ばまで駐在し続けた事が記録として残されている。軍団の紋章は半神ヘラクレス。

## 戦歴

### パルティア戦役
115年、トラヤヌスはパルティアに対する戦いのため大軍を動員、軍団はその麾下に入る。117年にはユダヤ属州に赴任、鎮圧されたばかりの反乱が再発しないように備えをした。125年に初めてアエギュプトゥスへ赴任、アレクサンドリア近郊のニコポリスを拠点に第22軍団とともに駐在する。新たな駐在地に腰をつけたものの、再びユダヤ属州で反乱が勃発。131年から136年にかけて同地への赴任に赴く。

### アレクサンドリア包囲戦
ニコポリスに駐在する間にエジプト南方でローマに対する反乱が勃発、アレクサンドリアは数ヶ月間反乱軍に包囲されてしまう。疫病や飢餓の恐れが都市に蔓延していたが、軍団にまでは動揺は走らなかった。
そしてアウィディウス・カッシウスがローマに反乱、シリアに軍を進軍。ようやくこの地を守る第2軍団トライアナと第22軍団デイオタリアナが助けられた。この時にローマの穀倉地帯の防御を果敢に勤め上げたという功績に対して、第2軍団トライアナには「フォルティス（Fortis - 『勇敢な軍団』の意）」の称号を贈られる事になる。当時の情勢ではカッシウスは東部領域の実質的な支配者、対する皇帝マルクス・アウレリウスはマルコマンニ族の戦いで手一杯な状態であった。
皇帝が亡くなったと思い込み、アウレリウスの奥方の賛同を得てカッシウスは反乱を起こしたのだが、皇帝はまだ生きていた。その情勢から他ならぬアウレリウス本人がこの反乱討伐のためドナウ川の軍団を率いて来ることを知ると、カッシウスは自軍の兵士によって殺害され、首はアウレリウスに送られた。それに対してアウレリウスはただ軍団をパルティアへの警戒に適した区域に配属させた。

### シリアの反乱
第2軍団トライアナ・フォルティスの経歴から、ローマ軍団が持っていた政治的な動きの一例が見えてくる。五皇帝の年の最中、194年に属州シリアの総督ペスケンニウス・ニゲルが蜂起、第2軍団を含む他軍団から支持を得た。この時点大第2軍団の敵はセプティミウス・セウェルスであったが、最後の合戦の数日前に軍団は旗色を変えてセウェルスに忠誠を誓うようになる。これがペスケンニウスの決定的な敗北につながった。

### ゲルマン族に対する戦役
3世紀になると、カラカラの指揮でゲルマン族に対する戦役に参加。これに対して軍団は「ゲルマニカ」のコグノーメンを授けられた。

### アポッロポリス・マグナへの転属
ノティティア・ディグニタートゥムによると5世紀に第2軍団はエジプト南方のアポッロポリス・マグナへ移転。その後はコメス・リミティス・アエギュプティ(Comes Limiti Aegypti)の麾下で複数のウェクシッラティオとともに駐在していることが分かっている。